# 로베르토 (나폴리)

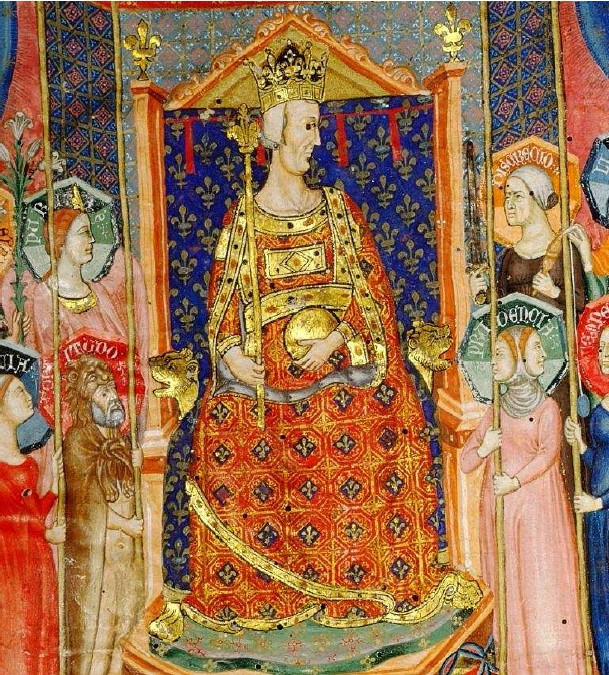
나폴리왕 로베르토

로베르토 당조(Roberto d'Angiò, 1276년 ~ 1343년 1월 20일)는 앙주 카페가 출신 나폴리 왕국의 왕(재위: 1309년 ~ 1343년)이다. 별명은 현명왕(il Saggio). 선왕 카를로 2세의 삼남. 모후는 헝가리 왕국의 왕 이슈트반 5세의 딸 마리어이다.
1276년경 프로방스 백작 샤를 2세와 헝가리의 공주 마리어의 셋째 아들 로베르로 태어났다. 1282년 시칠리아 만종 사건때 로베르는 조부 시칠리아왕 카를루 1세의 적이자 아라곤왕 페로 3세의 인질로 잡혀 있었다. 1285년 포자(지금의 풀리아주)에서 조부가 사망하자 아라곤의 포로였던 아버지 프로방스 백작이 나폴리의 왕이 되었고, 프로방스의 적자 샤를 마르텔(카를로 마르텔로)이 후계자로 확정되었지만 왕위계승자는 샤를만 있던게 아니었다.
1295년 24세에 사망한 큰형 카를로 마르텔로의 아들 카를로 로베르토(훗날 헝가리왕 카로이 1세)도 나폴리 왕위계승을 주장할 수 있었지만 그는 헝가리 왕위에 더욱 관심을 가지어 로베르토는 어려움없이 나폴리 왕이 될 수 있었다. 시칠리아의 왕위를 위해, 페로 3세의 딸 인판타 비올란트(Violant)와 결혼하였다. 그러나 시칠리아 남작들은 그를 거부하고 페로 3세의 삼남 인판테 프레데리코 다라곤을 지지했다. 전쟁은 지속되었고, 1302년 칼타벨로타 조약(Paci di Cataviddotta)을 통해 로베르토는 영원히 시칠리아섬의 통치권을 상실하고, 그의 통치는 이탈리아 남부에 국한되었다. 그의 아들 카를로는 1328년에 먼저 죽었기에 1343년 로베르토가 죽자 16세 손녀, 조반나가 왕위를 계승했다.

## 자녀
아라곤왕 페로 3세의 딸인 인판타 비올란트와 결혼하여 다음과 같이 두 아들을 두었다.
- 카를로(1298~1328) - 칼라브리아 공작(1309), 나폴리 총독(1318), 나폴리 여왕 조반나 1세(Giovanna I di Napoli)의 아버지이다.
- 루이(1301~1310)

차이메 2세의 딸인 산시아와 재혼하였으나 자식을 얻지는 못했다. 그에게는 혼외자식들이 몇명 있었다. 왕위 평의회의 일원이자 왕후 조안나 1세의 거상인 찰스 다토이스는 앤드류 왕을 살해한 죄로 처형되었다.